# 宮島峡
宮島峡（みやじまきょう）は、富山県小矢部市の子撫川中流にある峡谷。複数の滝やおう穴などの独特の景観が特徴。稲葉山・宮島峡県定公園に指定されている。

## 概要
小矢部市にある小矢部川支流の子撫川中流に広がる全長5km弱の渓谷であり、「稲葉山・宮島峡県定公園」として富山県の県定公園に指定されている。
二段の階段状の滝であり、川幅一杯に落下する様子から「小ナイアガラ」と呼ばれている。一の滝や二の滝、竜宮渕のよどみから流れ落ちる三の滝と、変化に富んだ滝が見られる。
宮島峡周辺の観光地として、ニの滝近くには宮島温泉「滝ノ荘」や上流のロックフィル式ダムである子撫川ダム、砺波平野が一望できる稲葉山牧場（稲葉山）などがある。

## 宮島峡一の滝とおうけつ群
宮島峡の核心部に当たる宮島峡一の滝とおうけつ群は富山県指定天然記念物に指定されている。

## 交通アクセス
- 石動駅北口より小矢部市営バス「宮島線」に乗車、一の滝へは「宮島温泉」バス停、ニの滝へは「ニの滝」バス停、竜宮渕へは「森屋」バス停下車